# 마찰열
마찰열(摩擦熱 frictional heat)이란 마찰로 인해 발생하는 열을 뜻한다. 한 물체가 다른 물체와의 접촉해 생기는 마찰열은 물체의 역학적 운동으로 인하여 생기는 경우가 많으며, 물체 간의 마찰이 클 경우엔 연소 반응이 일어나기도 한다.
마찰열을 의학에서 활용하기도 하는데, 마찰열을 이용한 의술에는 간의 종양 세포를 파괴하기 위해 초음파와 마찰열을 동시에 활용하는 간암 고주파열치료술이 있다.